# St-Martin (Lurcy-Lévis)
Die ehemalige Prioratskirche und heutige Pfarrkirche Saint-Martin in der zentralfranzösischen Kleinstadt Lurcy-Lévis hat einen der in ganz Europa nur selten anzutreffenden Kleeblattchöre (Trikonchos) und ist seit dem Jahr 1937 als Monument historique anerkannt.

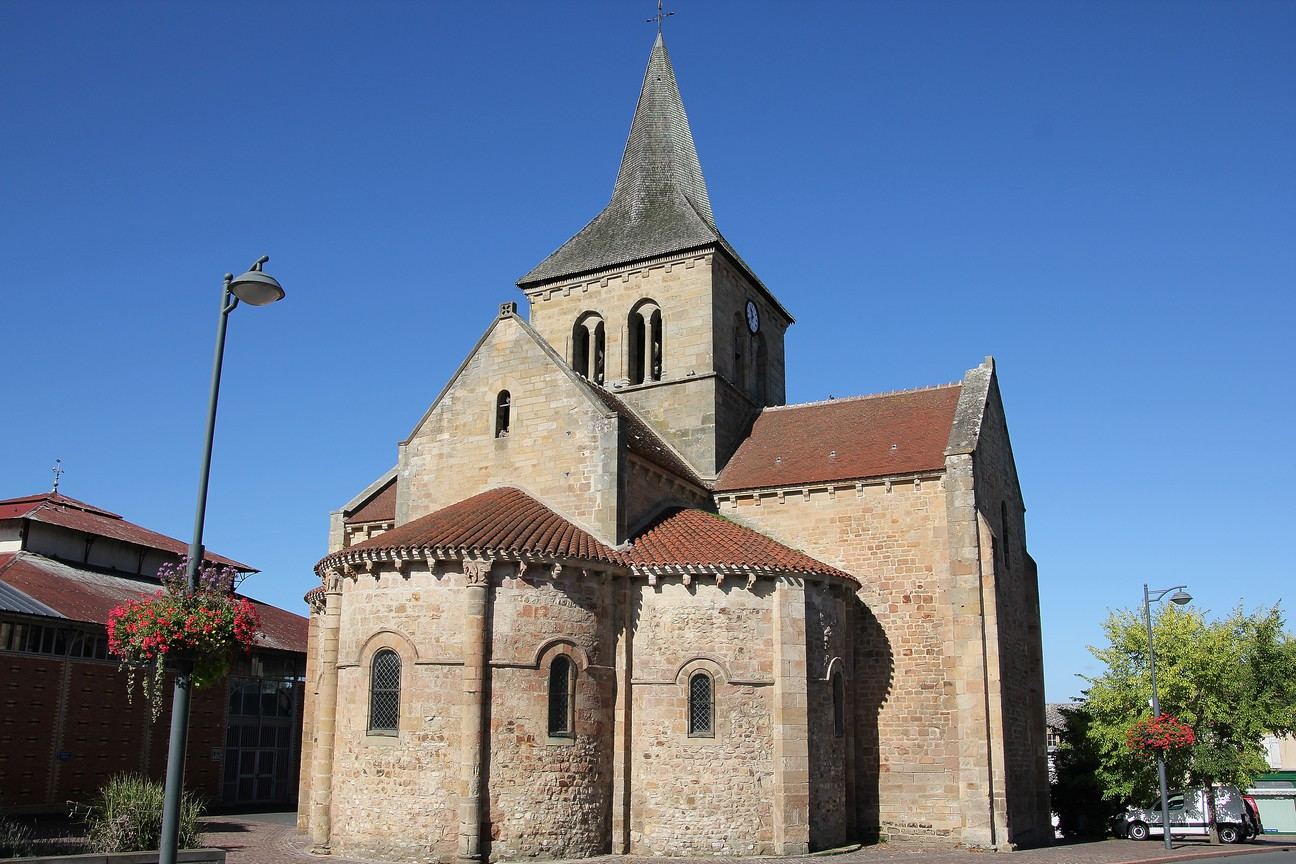
Église Saint-Martin in Lurcy-Lévis, 2011

## Lage
Die Kirche befindet sich im Ortszentrum von Lurcy-Lévis in der Kulturlandschaft des Bourbonnais in der nördlichen Auvergne nahe der Grenze zur Region Burgund.

## Baugeschichte
Exakte Baudaten sind nicht bekannt, doch deutet der in Frankreich eher ungewöhnliche dreiapsidiale Kleeblattchor auf ein Entstehungsdatum in der Zeit des ausgehenden 12. Jahrhunderts hin. Das Querhaus und das breite, aber nur einschiffige Langhaus werden dem 14. Jahrhundert zugeordnet, wohingegen das zweigeteilte spätgotische Westportal erst im 15. Jahrhundert hinzugefügt wurde.

## Architektur

### Kleeblattchor

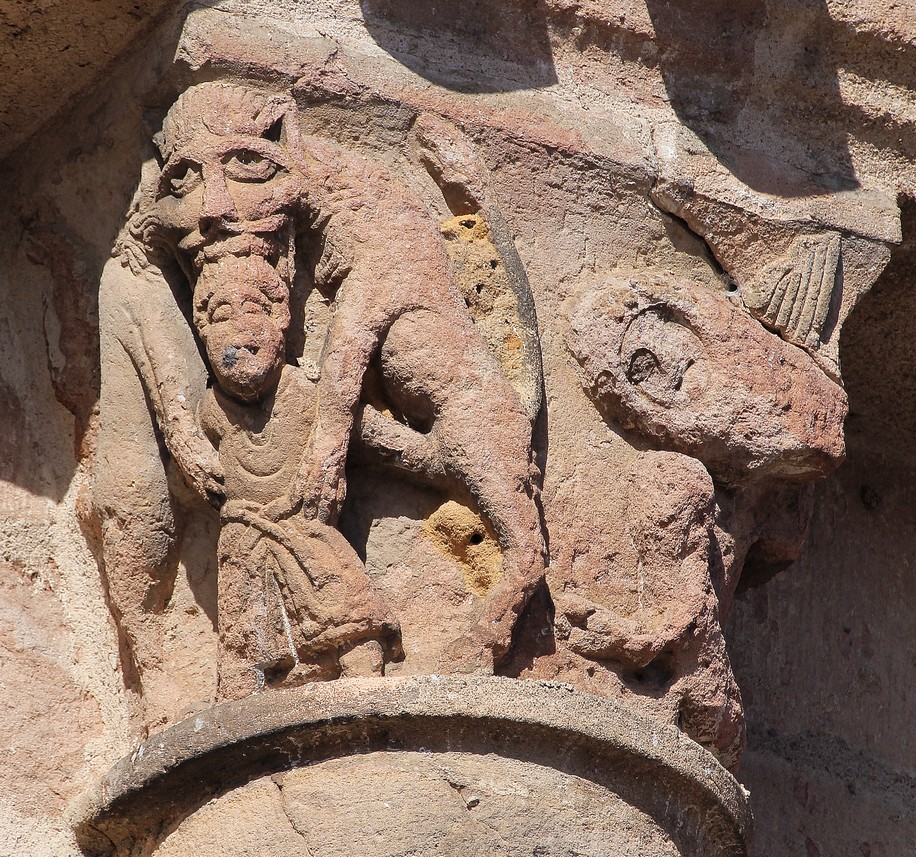
Kapitell der Apsis

Herausragendes Merkmal der Kirche ist der weitgehend aus nur grob bearbeiteten Bruchsteinen errichtete romanische Kleeblattchor, dessen Mittelapsis durch vorgestellte Dreiviertelsäulen mit Kapitellen gegliedert ist, deren – ikonographisch und stilistisch von der Bildhauerkunst Burgunds beeinflusster – Skulpturenschmuck menschenverschlingende Löwenmonster bzw. doppelköpfige Greifen zeigt. Die beiden Seitenapsiden verfügen jeweils nur über eine kapitelllose Pilastergliederung aus exakt behauenen Steinen. Unterhalb der Dachtraufe verläuft ein undekorierter und konstruktiv bedeutungsloser Konsolenfries, der hölzerne Sparrenkopfenden imitiert.
Im Innern zeigt die dreifenstrige Mittelapsis eine plastische Gliederung durch vorgestellte Säulen, wohingegen die Seitenapsiden ungegliedert sind. Alle Bauteile sind verputzt und – mit Ausnahme der Gewölbe – mit exakt ausgeführten Fugenmalereien überzogen; in der zentralen Apsiskalotte befindet sich eine Christusdarstellung in einer Mandorla umgeben von den vier Evangelistensymbolen innerhalb eines angedeuteten Sternenhimmels.

### Querschiff und Langhaus
Querschiff und Langhaus zeigen besser behauenes Steinmaterial; der Vierungsturm mit seinen insgesamt acht – nochmals durch eingestellte Säulen unterteilten – Schallöffnungen ist sogar aus exakt behauenen Steinen gefertigt. Im Innern der Kirche finden sich im Bereich der Vierung angespitzte Bögen, wenngleich die beiden Querhausarme nur tonnengewölbt sind und das profilierte Rippengewölbe der Vierung auf äußerst ‚primitiv‘ gestalteten Konsolköpfen aufruht.
Das gut zehn Meter breite einschiffige Langhaus gibt – mangels Zwischenstützen – an seiner Ostseite den Blick frei auf eine nach einem Triumphbogenschema angeordnete Arkadenstellung mit Spitzbögen, ist aber ansonsten ungegliedert und wird von einem riesigen gebogenen Dachstuhl überspannt.

### Westportal
Das leicht aus der Mauerflucht hervortretende Westportal zeigt noch einen romanisch anmutenden Rundbogen mit profilierten Archivoltenbögen. Die eigentliche Eingangszone ist durch eine kapitelllose Mittelstütze zweigeteilt und wird von zwei abgeflachten spätgotischen Kielbögen bekrönt.

## Ausstattung
Zur Ausstattung des Kirchenraumes gehören zwei barocke Pietà-Skulpturen und eine holzgeschnitzte Kreuzwegfolge an den Seitenwänden.